# South Greensburg
South Greensburg és una població dels Estats Units a l'estat de Pennsilvània. Segons el cens del 2000 tenia 2.280 habitants.

## Demografia
Segons el cens del 2000, South Greensburg tenia 2.280 habitants, 1.048 habitatges, i 630 famílies. La densitat de població era de 1.189,6 habitants/km².
Dels 1.048 habitatges en un 22,7% hi vivien nens de menys de 18 anys, en un 49,3% hi vivien parelles casades, en un 7,3% dones solteres, i en un 39,8% no eren unitats familiars. En el 35,8% dels habitatges hi vivien persones soles el 18,7% de les quals corresponia a persones de 65 anys o més que vivien soles. El nombre mitjà de persones vivint en cada habitatge era de 2,17 i el nombre mitjà de persones que vivien en cada família era de 2,83.
Per edats la població es repartia de la següent manera: un 18,1% tenia menys de 18 anys, un 6,1% entre 18 i 24, un 29,8% entre 25 i 44, un 24,4% de 45 a 60 i un 21,5% 65 anys o més.
L'edat mediana era de 43 anys. Per cada 100 dones de 18 o més anys hi havia 83 homes.
La renda mediana per habitatge era de 32.540$ i la renda mediana per família de 47.607$. Els homes tenien una renda mediana de 32.097$ mentre que les dones 25.896$. La renda per capita de la població era de 17.910$. Entorn del 2,7% de les famílies i el 5,1% de la població estaven per davall del llindar de pobresa.

## Poblacions més properes
El següent diagrama mostra les poblacions més properes.